# Jacobino (política)
Un jacobino (en francés: jacobin, pronunciado: [ʒakɔbɛ̃]) era un miembro del Club de los Jacobinos, un movimiento político revolucionario que fue el club político más famoso durante la Revolución Francesa (1789-1799). El club recibió ese nombre por reunirse en el monasterio dominicano de la Jacobinos en la calle Saint-Honoré. Los dominicanos en Francia eran llamados Jacobinos (latín: Jacobus, corresponde a Jacques en francés y James en inglés) porque su primera casa en París fue el Monasterio de Saint Jacques.
Los términos «Jacobino» y «Jacobinismo» se han utilizado en una variedad de sentidos. Antes de 1793, los contemporáneos empleaban los términos para describir la política de los Jacobinos en los congresos de 1789 a 1792. Con el ascenso de Maximilien Robespierre y los Montagnards en 1793, estos términos se han convertido en sinónimos de las políticas del Reinado del Terror, con Jacobinismo significando ahora «robespierrismo». A medida que el Jacobinismo fue memorizado a través de la leyenda, el patrimonio, la tradición y otros medios no históricos a lo largo de los siglos, el término adquirió una «elasticidad semántica» en la política francesa de finales del siglo XX con un «vago rango de significados», pero todos con la «figura central de una autoridad pública soberana e indivisible con poder sobre la sociedad civil». En la Francia actual, Jacobino se refiere coloquialmente a un partidario ardiente o republicano de una democracia o estado centralizado y revolucionario, así como «un político que es hostil a cualquier idea de debilitamiento y desmembramiento del Estado».

## En la Revolución Francesa
El Club de los Jacobinos fue una de las varias organizaciones que surgieron de la Revolución Francesa y se distinguió por su política revolucionaria de izquierda. Debido a esto, los Jacobinos, a diferencia de otras sectas como los Girondinos (que originalmente formaban parte de los Jacobinos, pero se separaron), estaban estrechamente aliados con los sans-culottes, que eran una fuerza popular de parisinos de clase trabajadora que jugaron un papel fundamental en el desarrollo de la revolución.
Los Jacobinos tenían una presencia significativa en la Convención Nacional; fueron apodados «la montaña» o Montagnards debido a que sus asientos se encontraban en la parte más alta de la cámara. Finalmente, la Revolución se consolidó alrededor del poder de La Montaña, con la ayuda de las insurrecciones de los sans-culottes, y, liderados por Robespierre, los Jacobinos establecieron una dictadura revolucionaria, o la dominación conjunta del Comité de Seguridad Pública y el Comité de Seguridad General.
Los Jacobinos eran conocidos por crear un gobierno fuerte que pudiera lidiar con las necesidades de la guerra, el caos económico y la rebelión interna (como la guerra en la Vendée). Esto incluyó el establecimiento del primer reclutamiento militar universal del mundo como una solución para llenar las filas del ejército para sofocar disturbios civiles y llevar a cabo la guerra. La dictadura Jacobina fue conocida por promulgar el Reinado del Terror, que se dirigió a especuladores, monárquicos, Girondinos de derecha, Hébertistas y traidores, y llevó a muchas decapitaciones.
Los Jacobinos apoyaban los derechos de propiedad, pero representaban una posición mucho más de clase media que el gobierno que les sucedió en Termidor. 
Favorecían el libre comercio y una economía de mercado muy similar a la de los Girondinos, pero su relación con el pueblo los hacía más dispuestos a adoptar políticas económicas intervencionistas.:81-81 A diferencia de los Girondinos, su política económica favorecía el control de precios (es decir, el máximo general) en productos básicos como el grano y ciertos bienes domésticos y de supermercado para abordar los problemas económicos. Usando el ejército revolucionario, se dirigieron a agricultores, los ricos y otros que podían tener existencias de bienes esenciales («bienes de primera necesidad») en servicio de un sistema de distribución nacional con severos castigos para los acaparadores no cooperativos.
Otro principio del Jacobinismo es un secularismo que incluye la eliminación de religiones existentes en favor de una administrada por el estado (es decir, los cultos de la Razón y el Ser Supremo).
El Jacobinismo fue una ideología desarrollada e implementada durante la Revolución Francesa de 1789. En palabras de François Furet, en Penser la révolution française (citado por Hoel en Introduction au Jacobinisme...), «El jacobinismo es tanto una ideología como un poder: un sistema de representaciones y un sistema de acción». Sus objetivos políticos se lograron en gran medida más tarde durante la Tercera República de Francia.

## Francia
El Jacobinismo no terminó con los Jacobinos. El robespierrista François-Noël Babeuf finalmente rechazó el gobierno de los Jacobinos y acogió el fin del Terror. Sin embargo, más tarde rechazó la Reacción de Termidor que derrocó a los Jacobinos y regresó al Robespierrismo. En mayo de 1796, lideró un fallido golpe de estado con neorobespierristas para intentar devolver la república a la Constitución Montagnard de 1793 en la Conspiración de los Iguales. Su ideología política era una forma de neojacobinismo y comunismo primitivo que destacaba la división igualitaria de todas las tierras y propiedades impuesta por una dictadura dirigida por los Iguales. Sus ideas fueron ampliamente publicitadas y desarrolladas como «babeufismo» por su colega Filippo Buonarroti en su libro de 1828, Histoire de la Conspiration Pour l'Égalité Dite de Babeuf (Historia de la Conspiración de Babeuf por la Igualdad).
Friedrich Engels y Karl Marx llamaron a la Conspiración de los Iguales «la primera aparición de un partido comunista verdaderamente activo». León Trotsky hizo eco de estos sentimientos, afirmando que la fundación de la Internacional Comunista marcó una «continuación en sucesión directa de los esfuerzos heroicos y el martirio de una larga línea de generaciones revolucionarias desde Babeuf».
Siendo él mismo un robespierrista, Buonarroti escribió Observations on Maximilien Robespierre en 1836, que exaltaba al líder jacobino como una leyenda y un héroe. Su representación de Robespierre como un modelo para los revolucionarios socialistas influyó en gran medida en jóvenes socialistas y republicanos, como Albert Laponneraye.
El incendiario socialista del siglo XIX, nacionalista y fundador del blanquismo, Louis Auguste Blanqui expresó admiración por los líderes jacobinos del Terror como Robespierre y Louis Antoine de Saint-Just, enmarcándolos en términos mesiánicos. Existe evidencia de que sus principios también fueron instruidos por el babeufismo a través de su familiaridad con Buonarroti. Después de la Revolución Francesa de 1848, criticó a los contemporáneos que afirmaban ser herederos del Jacobinismo, escribiendo: «Nuestros propios autoproclamados Montagnards son una caricatura, de hecho, una copia muy pobre, de los Girondinos». Su perspectiva acerca de Robespierre cambió más tarde sobre una comprensión de las ejecuciones del Terror de Georges Danton y los Hébertistas, así como la formación del Culto del Ser Supremo, esto último debido a la promoción de Blanqui del materialismo y el ateísmo. Según Blanqui, los Hébertistas eran los verdaderos revolucionarios al defender el ateísmo, la ciencia y la igualdad. Señaló que el socialismo necesitaba construirse sobre los cimientos sentados por la Revolución Francesa, y defendería mejor los ideales de la Ilustración que el Jacobinismo a través de este brindis: «¡Ciudadanos, la Montaña está muerta! ¡Al socialismo, su único heredero!»
Varios partidos de izquierda franceses reclamarían ser los «verdaderos herederos» de la Revolución Francesa y la Comuna de París de 1871. Aspectos de Blanqui fueron reclamados igualmente por grupos políticos franceses como los Socialistas Radicales y los Estalinistas. Otras organizaciones incluían el Comité Revolucionario Central Francés y su sucesor, el Partido Socialista Revolucionario, y la sección blanquista de la Asociación Internacional de Trabajadores o Primera Internacional.
El 4 de octubre de 1919, Alexandre Varenne fundó el diario socialista La Montagne, Quotidien de la Démocratie Socialiste du Center. El título fue seleccionado para reflejar su alineación con las ideas de los Montagnards.
En la década de 1930, la coalición del Frente Popular incluyó al Partido Comunista Francés o Parti communiste français (PCF), quienes junto con porciones del partido socialista de la alianza, la Sección Francesa de la Internacional Obrera (SFIO), enfatizaron cada vez más el patriotismo. El PCF fue caracterizado como «Nuevos Jacobinos», y su líder Maurice Thorez como un «Jacobinista Estalinista».
En la derecha francesa, el fundador colaborador nazi del Neosocialismo, Marcel Déat, se inspiró en la política Jacobina.

## India
En 1794, Tipu Sultan fundó el Club Jacobino de Mysore con el apoyo de oficiales republicanos franceses y se declaró «Ciudadano Tipoo». En la subsiguiente Cuarta Guerra Anglo-Mysore en 1799 contra Tipu, los británicos forzaron la rendición del personal militar francés movilizado por François Ripaud, citando sus «principios más virulentos del Jacobinismo». Un historiador argumentó que la Compañía Británica de las Indias Orientales fabricó la existencia del club para justificar la intervención militar británica.

## Italia
El blanquismo tuvo una notable influencia en Benito Mussolini, quien fundó el fascismo como una extensión del socialismo revolucionario. Afirmó que «introdujo en el socialismo italiano algo de (Henri) Bergson mezclado con mucho de Blanqui», incluyendo el nacionalismo de Blanqui, la idea del gobierno por una minoría dominante y el uso de la violencia. Sin embargo, Mussolini prescindió de los vínculos del blanquismo con la Ilustración y el comunismo y en cambio declaró que el fascismo «se opone a todas las abstracciones individualistas basadas en el materialismo del siglo XVIII; y se opone a todas las utopías e innovaciones jacobinas». El encabezado de su periódico Il Popolo d'Italia llevaba citas de Blanqui («Quien tiene acero tiene pan») y Napoleón Bonaparte («¡La Revolución es una idea que ha encontrado bayonetas!»). Leon Trotsky calificó al fascismo en cierto sentido como «una caricatura del jacobinismo».

## Polonia
El rey Estanislao II Augusto estaba enamorado de la Constitución estadounidense, los ideales de la Gironda de 1790-1792 y el cargo de Roi Citoyen («Rey Ciudadano»). Ayudó a desarrollar la Constitución polaca de 1791 que abrazaba reformas sociales garantizando «la libertad, la propiedad y la igualdad de todos los ciudadanos». Su ratificación llevó a algunos capítulos de la Sociedad de los Amigos de la Constitución a respaldar al Rey y su Rzeczypospolita y ayudó a moldear la constitución francesa adoptada ese mismo año.
Aunque los Constitucionalistas tenían contactos con los Clubes de los Jacobinos, no eran expresamente jacobinos. Sin embargo, antes de la guerra de 1792 que aplastó la república, la emperatriz rusa Catalina la Grande afirmó que la constitución era obra de los jacobinos y que estaría «luchando contra el jacobinismo en Polonia» y los jacobinos de Varsovia».

## Rusia y la Unión Soviética
La década de 1870 vio la aparición de la «Marsellesa de los Trabajadores», una canción revolucionaria rusa con melodía de Robert Schumann inspirada en la «Marsellesa» de 1792. Se utilizó como himno nacional por el Gobierno Provisional Ruso y en la Rusia Soviética durante un corto período junto con «La Internacional».
A principios del siglo XX, el bolchevismo y el jacobinismo estaban vinculados. La noción rusa de la Revolución Francesa permeaba la sociedad educada y se reflejaba en los discursos y escritos de líderes como Leon Trotsky y Vladimir Lenin. Modelaron su revolución siguiendo a los jacobinos y el Terror, con Trotsky incluso imaginando un juicio para Nicolás II similar al de Luis XVI. Lenin consideraba necesaria la ejecución del ex zar y su familia inmediata, destacando el precedente establecido en la Revolución Francesa. Al mismo tiempo, los bolcheviques intentaron conscientemente evitar los errores que veían cometidos por los revolucionarios franceses.
Lenin se refirió a Robespierre como un «bolchevique avant la lettre» y erigió una estatua en su honor. Se planearon o erigieron otras estatuas de miembros prominentes del Terror, así como de Babeuf. En 1923, el malecón Voskresenskaya en San Petersburgo también fue renombrado como Naberezhnaya Robespera en honor al líder francés; volvió a su nombre original en 2014.
Al igual que Karl Marx, Lenin vio el progreso general en los eventos de Francia desde 1789 hasta 1871 como la Revolución Burguesa Francesa. Adhería a las políticas de centralización de autoridad de los montañeses para estabilizar un nuevo estado, la virtud y necesidad del terror contra los opresores y «una alianza entre el proletariado y el campesinado» («la dictadura revolucionaria-democrática del proletariado y los campesinos»). Se refería a su lado como la Montaña o Jacobinos y etiquetaba a sus oponentes mencheviques como la «Gironda».

## Reino Unido
Artistas de sátira británicos como James Gillray, Thomas Rowlandson y George Cruikshank desarrollaron la imagen del jacobino escuálido y convencional sans-culotte que formó parte de la Revolución Francesa desde aproximadamente 1790. Comúnmente se contrastaba con el conservador robusto y bienintencionado John Bull, vestido como un hacendado inglés. C. L. R. James también utilizó el término para referirse a los revolucionarios durante la Revolución Haitiana en su libro The Black Jacobins.
Thomas Paine era creyente en la Revolución Francesa y apoyaba a los Girondinos. Al mismo tiempo, los disidentes protestantes que buscaban alivio de los Actos de Prueba y Corporación apoyaron la Revolución Francesa al menos en sus primeras etapas, tras ver las concesiones a las minorías religiosas por parte de las autoridades francesas en 1787 y en la Declaración de los Derechos del Hombre. Las publicaciones de Paine gozaban del apoyo de facciones radicales painitas como la Sociedad Constitucional de Mánchester. Miembros prominentes de la Sociedad que trabajaban para el periódico Radical Manchester Herald incluso contactaron al Club de los Jacobinos en Francia el 13 de abril de 1792. Así, los radicales fueron etiquetados como jacobinos por sus oponentes. El radicalismo painita regional fue incorrectamente retratado como jacobinismo inglés y fue atacado por fuerzas conservadoras, incluyendo a Edmund Burke desde 1791. La Sociedad Revolucionaria de Londres también correspondía con la Asamblea Nacional desde noviembre de 1789. Sus cartas se circularon entre los clubes jacobinos regionales, con alrededor de 52 clubes correspondiendo con la sociedad para la primavera de 1792. Otras sociedades revolucionarias regionales británicas se formaron en centros de jacobinismo británico. Los jacobinos ingleses incluían al joven Samuel Taylor Coleridge, William Wordsworth y otros antes de su desilusión con el estallido del Reino del Terror. Otros, como Paine, William Hazlitt y el estadista whig Charles James Fox, se mantuvieron idealistas sobre la Revolución.
La Sociedad Correspondiente de Londres, fundada en 1792, fue parcialmente modelada según los jacobinos para presionar al gobierno de manera legal por la reforma democrática. Los capítulos escoceses de la Sociedad de los Amigos del Pueblo presionaron por la reforma parlamentaria en la Convención Escocesa de 1792 en Edimburgo usando imitaciones explícitas de los jacobinos.
En general, después de 1793 con el desplazamiento de los girondinos y el Terror, el término «jacobino» se adquirió una connotación peyorativo para la política revolucionaria radical de izquierda y se vinculó con la sedición. La palabra se difundió en Inglaterra por el periódico Anti-Jacobin de George Canning en 1797-98 y luego por la Anti-Jacobin Review de John Gifford de 1798-1821, que criticaron a los radicales ingleses de los siglos XVII y XIX. Muchos detalles sobre el jacobinismo inglés se pueden encontrar en el libro de E. P. Thompson The Making of the English Working Class.
Los jacobinos galeses incluyen a William Jones, un patriota radical que era un ferviente discípulo de Voltaire. En lugar de predicar la revolución, Jones creía que se necesitaba un éxodo de Gales y que una nueva colonia galesa debería fundarse en los Estados Unidos.
El movimiento socialista cartista en la primera mitad del siglo XIX se inspiró en Robespierre. El líder chartista James Bronterre O'Brien defendió a Robespierre, describiéndolo como «uno de los hombres más grandes, y uno de los reformadores más puros e iluminados, que jamás haya existido en el mundo». Llegó a Robespierre a través de sus estudios de Buonarroti e incluso sirvió como traductor de Buonarroti para la edición inglesa de la Historia de la Conspiración por la Igualdad de Babeuf de Buonarroti, en la que incluyó además sus propias observaciones.

## Austria
En la correspondencia del estadista y diplomático austríaco príncipe Klemens von Metternich y otros líderes de las políticas represivas que siguieron a la segunda caída de Napoleón en 1815, jacobino es el término comúnmente aplicado a cualquiera con tendencias progresistas, como el emperador Alejandro I de Rusia.

## Estados Unidos
Los federalistas a menudo caracterizaban a Thomas Jefferson, quien había intervenido en la Revolución Francesa, y a su partido Demócrata-Republicano como jacobinos. Los primeros periódicos estadounidenses inclinados hacia los federalistas durante la Revolución Francesa se referían al partido Demócrata-Republicano como el «Partido Jacobino». Los ejemplos más notables son Gazette of the United States, publicada en Filadelfia, y Delaware and Eastern-Shore Advertiser, publicado en Wilmington, durante las elecciones de 1800.
En la política estadounidense moderna, el término jacobino a menudo se usa para describir a los extremistas de cualquier partido que demandan pureza ideológica.
Evidenciando la relación antagonista entre la prensa y el insurgente candidato presidencial conservador de Arizona Barry Goldwater, The New York Times atacó a Goldwater en su cobertura del Día de la Bastilla de la Convención Nacional Republicana de 1964. El periódico llamó a sus partidarios «jacobinos del cactus», comparando su oposición a los republicanos «establecidos» del Este (véase republicano de Rockefeller) y «columnistas y comentaristas buscadores de sensaciones» expresados por el expresidente moderado Dwight Eisenhower con la ejecución de representantes del Antiguo Régimen durante el Reino del Terror. En contraste, L. Brent Bozell Jr. escribió en la obra seminal de Goldwater, The Conscience of a Conservative(1960), que «a lo largo de la historia, el verdadero conservadurismo ha estado en guerra por igual con los autócratas y con los jacobinos "democráticos"».
En 2010 se fundó una publicación socialista de izquierda estadounidense llamada Jacobin.
En la edición del 27 de mayo de 2010 de The New York Review of Books, el profesor de ciencias políticas y humanidades de la Universidad de Columbia y autodenominado liberal Mark Lilla analizó tres libros recientes sobre el descontento con los partidos políticos estadounidenses en una reseña titulada «Los jacobinos del Tea Party». Por otro lado, el historiador Victor Davis Hanson comparó el ascenso y las políticas de los izquierdistas en el Partido Demócrata en 2019 con los jacobinos y el jacobinismo.

## Influencia
La retórica política y las ideas populistas defendidas por los jacobinos llevarían al desarrollo de los movimientos izquierdistas modernos a lo largo del siglo XIX y XX, siendo el jacobinismo la base política de casi todas las escuelas de pensamiento de izquierda, incluyendo el anarquismo, el comunismo y el socialismo. La Comuna de París fue vista como la sucesora revolucionaria de los jacobinos. La corriente subterránea de tendencias radicales y populistas defendidas y llevadas a cabo por los jacobinos crearía un choque cultural y social completo dentro de los gobiernos tradicionales y conservadores de Europa, lo que llevaría a la aparición de nuevas ideas políticas sobre la sociedad. La retórica jacobina llevaría a una creciente secularización y escepticismo hacia los gobiernos de Europa a lo largo del siglo XIX. Esta revolución compleja y completa en la estructura política, social y cultural, causada en parte por los jacobinos, tuvo un impacto duradero en toda Europa, con tales revoluciones sociales a lo largo del siglo XIX culminando en las Revoluciones de 1848.
El populismo jacobino y la destrucción completa de la vieja orden llevaron a un espíritu cada vez más revolucionario en toda Europa y tales cambios contribuirían a nuevas bases políticas. También informó nuevas ideologías políticas. Por ejemplo, en Francia, Georges Valois, fundador del primer partido fascista no italiano Faisceau, afirmó que las raíces del fascismo provenían del movimiento jacobino. Aunque el fascismo tiene similitudes con el jacobinismo, particularmente como un nacionalismo democrático que lucha contra un orden existente, es difícil trazar directamente tal linaje. Los propios grupos fascistas han tenido una variedad de opiniones, principalmente negativas, sobre la Revolución Francesa, con los nacionalsocialistas alemanes condenándola sin rodeos. Los fascistas italianos llamaron al fascismo a superar la Revolución Francesa «con un nuevo tipo de democracia dirigida por productores». Algunos fascistas franceses eran ambivalentes o admiraban partes del jacobinismo y la Revolución. Valois, por otro lado, vio la Revolución como el inicio de un movimiento tanto socialista como nacionalista, que los fascistas completarían.
Las organizaciones de izquierda tomarían diferentes elementos del núcleo fundamental de los jacobinos. Los anarquistas se influenciaron por el uso de movimientos de masas, la democracia directa y el populismo de izquierda de los jacobinos, lo que influiría en las tácticas de acción directa. Algunos marxistas se influenciaron por el proteccionismo extremo de los jacobinos y la noción del defensor de la vanguardia de la república, que luego evolucionaría en el vanguardismo. La filosofía jacobina de un desmantelamiento completo de un sistema antiguo, con una estructura radical y completamente nueva, es históricamente vista como uno de los movimientos más revolucionarios e importantes a lo largo de la historia moderna.

## Lectura adicional
- Rousselière, Geneviève (2021). «Can Popular Sovereignty Be Represented? Jacobinism from Radical Democracy to Populism». American Journal of Political Science (en inglés).

- Datos: Q1679542